# Tony Hawk's
Tony Hawk's est une série de jeux vidéo de sport (skateboard). Elle doit son nom à Tony Hawk, un skateur de renom dont la collaboration avec Activision est à l'origine de la série de jeux. Selon VG Chartz, les jeux Tony Hawk's se sont vendus à plus de 30 millions d'exemplaires.

## Système de jeu
Tout au long de la série, le système de jeu reste globalement le même mais comporte de petits changements pour chaque nouveau jeu. Les bases du système de jeu de la série ont été définies par le premier opus Tony Hawk's Skateboarding. En général, les contrôles sont configurés ainsi : seulement quatre boutons pour gérer les figures et les touches ou croix directionnelles pour diriger le personnage. Un bouton permet d'effectuer des ollies (des sauts), un bouton permet d'effectuer les grabs, un autre les flips, un autre les slides et tricks au coping. Lors des déplacements sur le sol, le bouton de saut peut être maintenu enfoncé pour accumuler de la force, ce qui permet de sauter plus haut. Pour maximiser les effets, l'action doit être effectuée dans la seconde même où les roues touchent le sol. Pendant une phase aérienne (un saut), le joueur peut combiner les flips et les grabs avec les touches directionnelles pour réaliser les différents tricks possibles (si le bouton de grab est maintenu, le joueur totalise plus de points mais il doit le relâcher avant le retour au sol).
Pendant les tricks aériens, le joueur peut faire tourner le personnage sur lui-même en maintenant les touches directionnelles droite ou gauche, ce qui permet d'augmenter le score à chaque demi tour réussi (180°). Quand le skater se déplace au sol et qu'il s'approche d'un rail (de manière plus générale, d'un élément de mobilier urbain) ou d'un coping, le joueur peut réaliser un slide en sautant ou roulant sur l'élément et appuyant sur la touche de slide. Les diverses variations des slides sont obtenues en fonction de la façon dont l'élément slidé a été approché et la direction qui est maintenue par le joueur. Lors d'un slide, le joueur maintient l'équilibre du personnage grâce aux touches directionnelles droite ou gauche et voit s'afficher une jauge à l'écran, dont un curseur doit rester le plus possible au centre. Si le joueur se présente sur une demi-rampe avec un angle de 90° et presse le bouton de slide, le personnage réalise un trick au coping. La combinaison successible de plusieurs tricks sans pause est appelée un combo : le score total des tricks effectués dans le combo est multiplié par le nombre total de tricks dans celui-ci.
Au fil des épisodes, quelques éléments de gameplay ont été rajoutés notamment pour rallonger la durée de combo. À partir de Tony Hawk's Pro Skater 2, le joueur peut réaliser des Manuals (c'est-à-dire des figures au sol, en relevant par exemple l'avant ou l'arrière de la planche) pour éviter d'interrompre un combo par exemple entre différents rails ou rampes. Tony Hawk's Pro Skater 3 voit l'apparition du revert qui permet de changer de direction à 180° dans les rampes, dans le même combo tout en conservant l'élan. THPS4 apporte un nouvel élément : les tricks de flat.
Par ailleurs, le joueur peut choisir la posture du skater. Skater en switch (c'est-à-dire à l'inverse de sa position native et naturelle) permet d'obtenir des points bonus en raison de la difficulté physique plus importante à skater ainsi. Dans un même combo plus le joueur répète le même trick, moins ce trick rapporte de points.
Si un combo est réussi, une jauge située en haut à gauche de l'écran se remplit. Quand elle est pleine, le joueur peut placer des coups spéciaux appelés special en plaçant une combinaison de boutons. Un special rapporte plus de points mais est plus risqué. En cas de chute, le combo en cours s'arrête, la jauge de special se vide et le joueur ne gagne aucun point.
Dans le mode carrière, le joueur choisit un skater et puis un niveau dans lequel il doit réaliser des objectifs ou missions. Dans la plupart des épisodes, le joueur doit récolter les lettres du mot Skate disséminées dans chaque niveau et/ou COMBO dans un même combo, collecter divers items éparpillés dans les niveaux, réaliser des high scores. Au début de la série, le joueur peut skater durant deux minutes mais les épisodes les plus récents permettent de skater en continu.
Il existe également d'autres modes de jeu comme le Free skate (qui permet de jouer dans un niveau sans limite de temps), le mode Single session (deux minutes dans un niveau sans objectif pour s'entrainer) et des modes multijoueurs.

## Musique et sons
Les jeux bénéficient de bruitages d'ambiance notamment des bruits de skate qui tombe, roule ou glisse sur des barres en ferraille ou du béton, des cris de spectateurs ou des personnages.
Les bandes sonores des jeux Tony Hawk's sont composées de musique punk rock et hip-hop. C'est une composante prépondérante du gameplay et de l'ambiance créée, correspondant tout à fait à l'univers du skateboard. Toutes les musiques des jeux sont des titres et des groupes connus.
Les journalistes de GamesRadar+ placent la série des Tony Hawk's à la 3e place de leur top 7 des jeux qui ont élargi leurs horizons musicaux.

## Jeux
| Titre                             | Année  | Plates-formes                                                                               | Développeur               | Type             |
| --------------------------------- | ------ | ------------------------------------------------------------------------------------------- | ------------------------- | ---------------- |
| Tony Hawk's Skateboarding         | 1999   | N-Gage, Dreamcast, Nintendo 64, PlayStation, Game Boy Color,                                | Neversoft                 | Série principale |
| Tony Hawk's Pro Skater 2          | 2000   | DC, N64, PS1, GBC, Mac, Game Boy Advance, Xbox, Windows                                     | Neversoft                 | Série principale |
| Tony Hawk's Pro Skater 3          | 2001   | N64, PS1, GBC, Mac, GBA, Xbox, Windows, PlayStation 2, GameCube                             | Neversoft                 | Série principale |
| Tony Hawk's Pro Skater 4          | 2002   | GBA, Xbox, Mac, Windows, PS2, GC,                                                           | Neversoft                 | Série principale |
| Tony Hawk's Underground           | 2003   | GBA, Xbox, Windows, PS2, GC,                                                                | Neversoft                 | Série principale |
| Tony Hawk's Underground 2         | 2004   | GBA, Xbox, Windows, PS2, GC, PlayStation Portable, Téléphone mobile,                        | Neversoft                 | Série principale |
| Tony Hawk's American Wasteland    | 2005   | Xbox, Windows, PS2, GC, Xbox 360                                                            | Neversoft                 | Série principale |
| Tony Hawk's American Sk8land      | 2005   | GBA, Nintendo DS,                                                                           | Vicarious Visions         | Portage          |
| Tony Hawk's Downhill Jam          | 2006   | GBA, DS, PS2, Wii                                                                           | Toys for Bob              | Série dérivée    |
| Tony Hawk's Project 8             | 2006   | PS2, Xbox, PSP, 360, PlayStation 3                                                          | Neversoft                 | Série principale |
| Tony Hawk's Proving Ground        | 2007   | PS2, 360, PS3, DS, Wii                                                                      | Neversoft                 | Série principale |
| Tony Hawk's Motion                | 2008   | DS                                                                                          | Creat Studios             | Série dérivée    |
| Tony Hawk: Ride                   | 2009   | 360, PS3, Wii,                                                                              | Robomodo                  | Série dérivée    |
| Tony Hawk: Shred                  | 2010   | 360, PS3, Wii,                                                                              | Robomodo                  | Série dérivée    |
| Tony Hawk's Pro Skater HD         | 2012   | 360, PS3, Windows                                                                           | Robomodo                  | Remake           |
| Tony Hawk's Pro Skater 5          | 2015   | 360, PS3, PlayStation 4, Xbox One                                                           | Robomodo Disruptive Games | Série principale |
| Tony Hawk's Pro Skater 1 + 2      | 2020   | Microsoft Windows, PlayStation 4, Xbox One                                                  | Vicarious Visions         | Remake           |
| Tony Hawk's Pro Skater 3 + 4 (en) | 2025   | Microsoft Windows, PlayStation 4, PlayStation 5, Xbox One, Xbox Series X/S, Nintendo Switch | Iron Galaxy               | Remake           |
| Tony Hawk: Shred Session          | Annulé | iOS, Android                                                                                | Big Bit                   | Série dérivée    |